# E. Alyn Warren
Pour les articles homonymes, voir Warren.
Edward Alyn Warren — né le 2 juin 1874 à Richmond (Virginie), mort le 22 janvier 1940 à Los Angeles (quartier de Woodland Hills, Californie) — est un acteur américain, généralement crédité E. Alyn Warren.

## Biographie
Pour le cinéma, E. Alyn Warren contribue (comme second rôle de caractère ou dans des petits rôles non crédités) à cent-trois films américains, dès la période du muet, le premier sorti en 1915.
Durant sa carrière, il interprète souvent des rôles de type asiatique, notamment dans Les Révoltés de Tod Browning (1920, avec Priscilla Dean et Lon Chaney) et L'Honorable Monsieur Wong de William A. Wellman (1932, avec Edward G. Robinson et Loretta Young). Et notons qu'il retrouve le réalisateur Tod Browning sur cinq autres films, dont Le Club des trois (1925, avec Lon Chaney et Mae Busch) et Les Poupées du diable (1936, avec Lionel Barrymore et Maureen O'Sullivan).
Citons également Abraham Lincoln de D. W. Griffith (1930, avec Walter Huston dans le rôle-titre, lui-même personnifiant Ulysses S. Grant), le serial Tarzan l'intrépide de Robert F. Hill (1933, avec Buster Crabbe et Julie Bishop), ou encore Port of Seven Seas de James Whale (1938, adaptation de la trilogie marseillaise de Marcel Pagnol, avec Wallace Beery et Maureen O'Sullivan).
Son dernier film est Broadway qui danse de Norman Taurog (avec Fred Astaire et Eleanor Powell), sorti le 9 février 1940, deux semaines et demie après sa mort.

## Filmographie partielle
- 1917 : The Silent Lady d'Elsie Jane Wilson
- 1918 : La Cité défendue (The Forbidden City) de Sidney Franklin
- 1920 : Les Révoltés (Outside the Law) de Tod Browning : Chang Lo
- 1919 : L'Empreinte (The Fire Flingers) de Rupert Julian : Chris Cotterill
- 1920 : The Virgin of Stamboul de Tod Browning : Yusef Bey
- 1920 : L'Enjeu mortel (The Twins of Suffering Creek) de Scott R. Dunlap et William A. Wellman : Scipio Jones
- 1921 : A Tale of Two Worlds de Frank Lloyd : Ah Wing
- 1922 : East Is West de Sidney Franklin :  Lo Sang Kee
- 1922 : Le Crime de Mme Lévy (Hungry Hearts) de E. Mason Hopper : Abraham Levin
- 1924 : Le Fatal Mirage (The Shooting of Dan McGrew) de Clarence G. Badger
- 1925 : Le Club des trois (The Unholy Three) de Tod Browning : le procureur général
- 1926 : The Bells de James Young
- 1928 : La Piste de 98 (The Trail of '98) de Clarence Brown : l'ingénieur
- 1929 : Chasing Through Europe de David Butler et Alfred L. Werker : Louis Herriot
- 1930 : Abraham Lincoln de D. W. Griffith : Stephen A. Douglas / le général Ulysses S. Grant
- 1930 : East Is West de Monta Bell :  Lo Sang Kee
- 1930 : Les Amours d'une courtisane (Du Barry, Woman of Passion) de Sam Taylor : Denys
- 1931 : L'Attaque de la caravane (Fighting Caravans) d'Otto Brower et David Burton : Barlow
- 1931 : La Fille du Dragon (Daughter of the Dragon) de Lloyd Corrigan
- 1931 : Âmes libres (A Free Soul) de Clarence Brown : Bottomley
- 1932 : L'Honorable Monsieur Wong (The Hatchet Man) de William A. Wellman : le cordonnier Soo Lat
- 1932 : Le Masque d'or (The Mask of Fu Manchu) de Charles Brabin et Charles Vidor : Goy Lo Sung
- 1933 : Tarzan l'intrépide (Tarzan the Fearless) de Robert F. Hill (serial) : Dr Brooks
- 1934 : Le Chat et le violon (The Cat and the Fiddle) de William K. Howard et Sam Wood
- 1934 : Patte de chat (The Cat's-Paw) de Sam Taylor et Harold Lloyd : Tien Wang
- 1934 : L'Agent n° 13 (Operator 13) de Richard Boleslawski : le général Ulysses S. Grant
- 1934 : Mystères de Londres (Limehouse Blues) d'Alexander Hall
- 1934 : Student Tour de Charles Reisner
- 1934 : The Mysterious Mr. Wong de William Nigh
- 1935 : Get That Man (en)
- 1935 : La Gloire du cirque (Annie Oakley) de George Stevens
- 1936 : Les Poupées du diable (The Devil-Doll) de Tod Browning : le commissaire de police
- 1936 : La Révolte des zombies (Revolt of the Zombies) de Victor Halperin : Dr Trevissant
- 1937 : J'ai le droit de vivre (You Lony Live Once) de Fritz Lang : le chef de la prison
- 1937 : La ville gronde (They Won't Forget) de Mervyn LeRoy : Carlisle P. Buxton
- 1937 : La Femme X (Madame X) de Sam Wood et Gustav Machatý
- 1937 : Mariage double (Double Wedding) de Richard Thorpe : Al
- 1937 : My Dear Miss Aldrich de George B. Seitz
- 1937 : Le Dernier Gangster (The Last Gangster) d'Edward Ludwig
- 1938 : La Belle Cabaretière (The Girl of the Golden West) de Robert Z. Leonard
- 1938 : Trois Camarades (Three Comrades) de Frank Borzage : le patron de la librairie
- 1938 : Port of Seven Seas de James Whale : le capitaine Escartefigue
- 1938 : L'Ensorceleuse (The Shinning Hour) de Frank Borzage : Leonard
- 1938 : Coups de théâtre de Robert B. Sinclair
- 1939 : La Ronde des pantins (Idiot's Delight) de Clarence Brown
- 1939 : Au service de la loi (Sergeant Madden) de Josef von Sternberg : un juge
- 1939 : Emporte mon cœur (Broadway Serenade) de Robert Z. Leonard : Everett
- 1939 : Autant en emporte le vent (Gone with the Wind) de Victor Fleming, George Cukor et Sam Wood : un employé de Frank Kennedy
- 1939 : Les Aventures d'Huckleberry Finn (The Adventures of Huckleberry Finn) de Richard Thorpe : M. Shackleford
- 1939 : Miracles à vendre (Miracles for Sale) de Tod Browning : Dr Hendricks
- 1940 : Broadway qui danse (Broadway Melody of 1940) de Norman Taurog : « Pop »

## Galerie photos

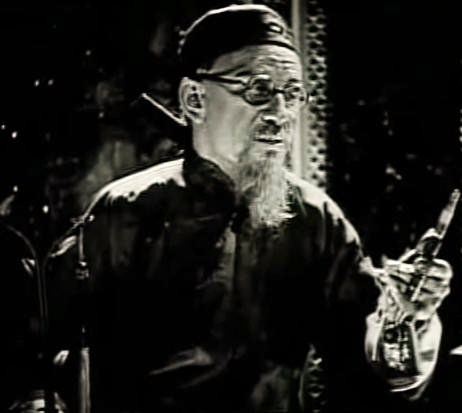
Dans Les Révoltés (1920)
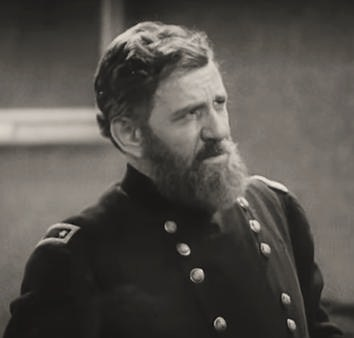
Dans Abraham Lincoln (1930, rôle d'Ulysses S. Grant)
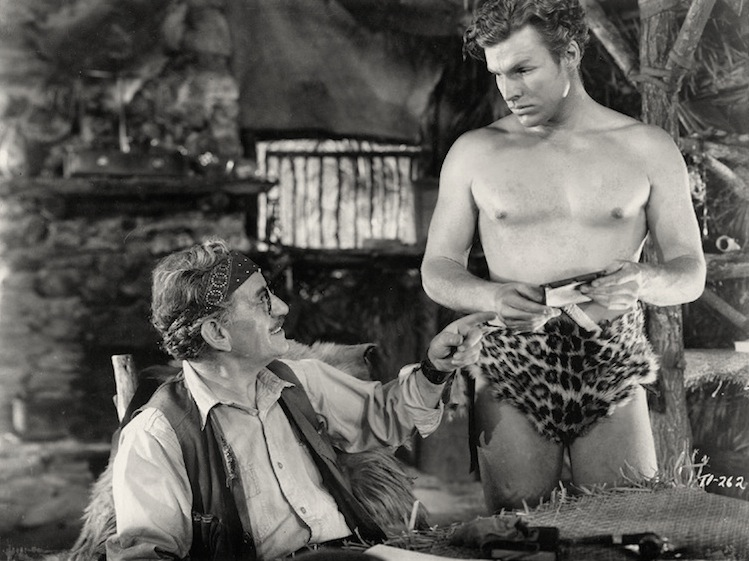
Avec Buster Crabbe (à d.), dans Tarzan l'intrépide (1933, photo promotionnelle)